# La Cañada de Urdaneta
La Cañada de Urdaneta é um município da Venezuela localizado no estado de Zulia.
A capital do município é a cidade de Concepción.